# Syllabe longue en japonais
 (juillet 2025).
La syllabe longue en japonais, ou chōon (長音), est un concept clé de la phonologie de la langue japonaise se référant à l'allongement d'une syllabe dans le cadre de la structure rythmique du japonais qui est basée sur la « more ». Il consiste en l'extension d'une syllabe courte en syllabe longue, augmentant ainsi le nombre de mores de une à deux.

## Une quantité vocalique double
Phonétiquement, un chōon correspond à une syllabe contenant une voyelle longue (長母音, chōboin), où la voyelle est tenue environ deux fois plus longtemps que sa version courte. Cet allongement affecte non seulement la prononciation mais aussi, en règle générale, amène à distinguer le sens entre des mots par ailleurs similaires. Par exemple, おばさん (obasan, « tante ») opposé à おばあさん (obāsan, « grand-mère ») ; dans cet exemple ba est prononcé [bä], et bā [bäː].

## Approche phonologique
Phonologiquement, la syllabe prolongée est analysée comme l'ajout d'une unité abstraite appelée phonème d'allongement de voyelle (長音音素, chōon onso, ou 引き音, hikion), représentant la more supplémentaire ajoutée à la syllabe courte originale, souvent notée /R/. Par exemple /ba/ (syllabe courte) → /baR/ (syllabe longue).
Ce phonème constitutif des voyelles longues ne doit pas être confondu avec le sokuon (促音), qui correspond aux consonnes géminées et représente un autre type d'allongement moraïque. Hikion, sokuon, ainsi que la consonne nasale moraïque (le kana ん) constituent les trois mores spéciales dans l'approche traditionnelle de la phonologie japonaise.

## Notation des syllabes longues en syllabaire
Dans le système d’écriture japonais, l’allongement des syllabes est indiqué en syllabaire katakana par l’utilisation du chōonpu, une barre horizontale « ー » suivant le katakana. En syllabaire hiragana et en kanji, les syllabes longues sont généralement représentées par l’ajout du kana correspondant à la voyelle prolongée. Bien que les kanji eux-mêmes n’indiquent pas explicitement l’allongement vocalique, la voyelle longue est ainsi signalée lorsque le mot est transcrit en hiragana ou accompagné de furigana.

## Romanisation
Dans la romanisation du japonais, les voyelles longues sont généralement indiquées par un macron : ā, ī, ū, ē, ō. Le mot chōon contient lui-même une syllable longue, à savoir chō.